# Street Hassle
Street Hassle je osmé sólové studiové album amerického zpěváka a kytaristy Lou Reeda, vydané v roce 1978. Album je kombinací studiově upravených koncertních záznamů a čistě studiových nahrávek. Spolu s Reedem jej produkoval Richard Robinson, který se podílel již na Reedově sólovém debutu z roku 1972. Píseň „Real Good Time Together“ pochází z repertoáru Reedovy bývalé skupiny The Velvet Underground, vyšla mimo jiné na koncertním albu 1969: The Velvet Underground Live.

## Seznam skladeb
Všechny skladby napsal Lou Reed.

### Strana1
1. „Gimmie Some Good Times“ – 3:15
2. „Dirt“ – 4:58
3. „Street Hassle“ – 10:56

A. „Waltzing Matilda“ – 3:25
B. „Street Hassle“ – 3:30
C. „Slipaway“ – 4:05

### Strana2
1. „I Wanna Be Black“ – 2:52
2. „Real Good Time Together“ – 3:19
3. „Shooting Star“ – 3:09
4. „Leave Me Alone“ – 4:44
5. „Wait“ – 3:14

## Sestava
- Lou Reed – kytara, baskytara, piáno, zpěv
- Stuart Heinrich – kytara v „Street Hassle“, doprovodný zpěv v „Leave Me Alone“
- Michael Fonfara – piáno v „I Wanna Be Black“ a „Shooting Star“
- Marty Fogel – zesílený saxofon
- Steve Friedman – baskytara, doprovodný zpěv v „Leave Me Alone“
- Jeffrey Ross – kytara, zpěv
- Michael Suchorsky – bicí
- Aram Schefrin – aranžmá smyčců
- Jo’Anna Kameron – doprovodný zpěv
- Angela Howard – doprovodný zpěv
- Christine Wiltshire – doprovodný zpěv
- Genya Ravan – doprovodný zpěv
- Bruce Springsteen – mluvené slovo v „Street Hassle: Slipaway“